# Incident de Banja Luka
Guerre de Bosnie-Herzégovine
L'incident de Banja du 28 février 1994 est un incident dans lequel six J-21 Jastreb de la force aérienne serbe ont été engagés contre des F-16C de l'United States Air Force au Sud-Ouest de Banja Luka, Bosnie. Quatre avions serbes ont été abattus.

## Bombardement de Novi Travnik
Dans le cadre de l'Opération Deny Flight, un avion de détection et de commandement aéroporté E-3 Sentry de la Royal Air Force détaché auprès de l'OTAN volant au-dessus de la Hongrie détecte des contacts non-identifiés au sud de Banja Luka à 6 h 35. Deux F-16C de US Air Force in Europe, Black 03 et Black 04, du 526th Fighter Squadron Black Knights, du 86th Fighter Wing habituellement basé à Ramstein Air Base en Allemagne et détachés pour l'opération à Aviano Air Base dans le nord de l'Italie, sont envoyés pour intercepter six J-21 Jastreb et deux J-22 Orao de la 105e brigade d'aviation (en) de la force aérienne de la république serbe de Bosnie qui attaquent l'usine militaire de Bratstvo à Novi Travnik.

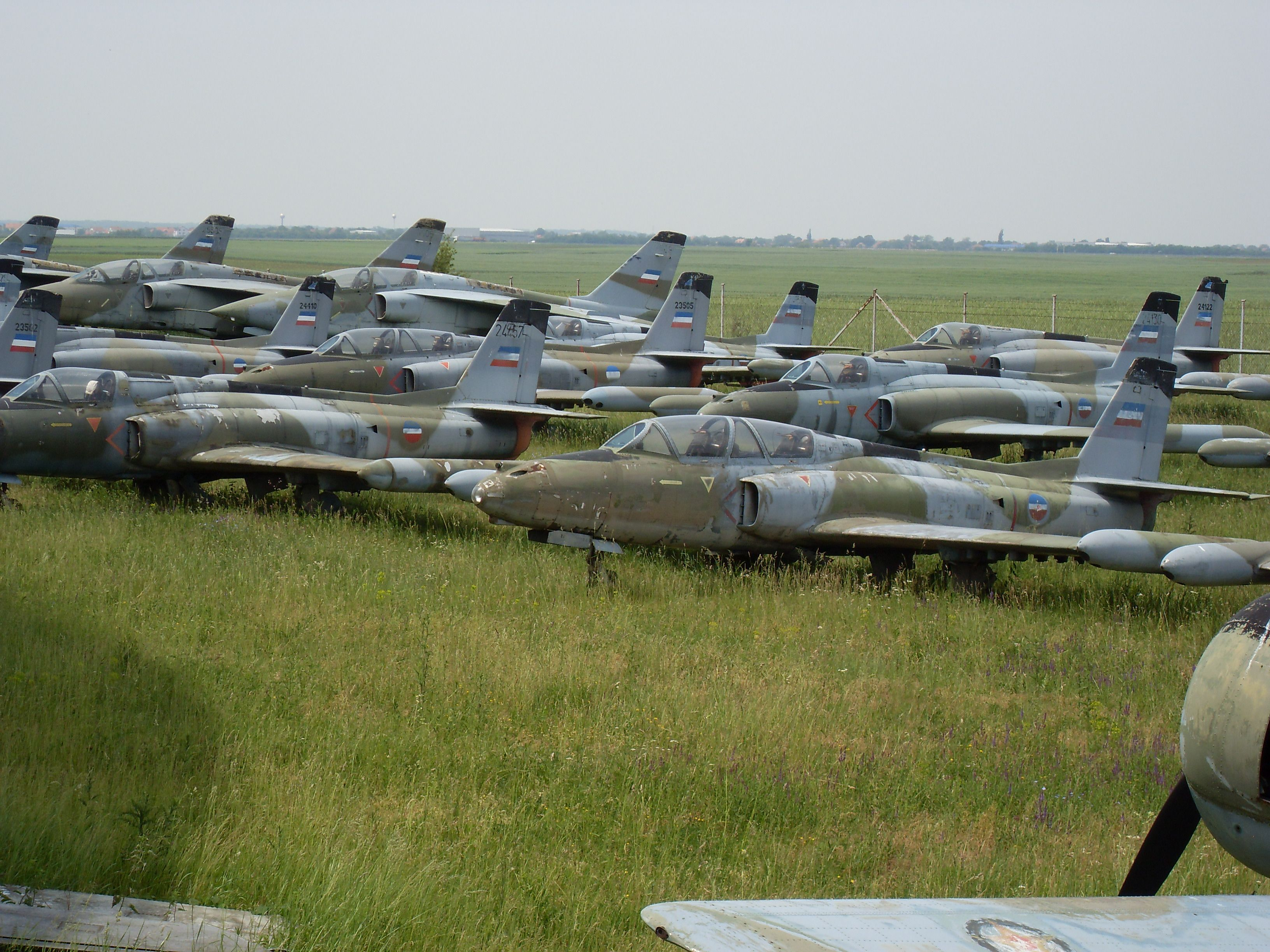
Des J-21 au musée de l'air de Belgrade.

D'après les règles d'engagement de l'ONU et de l'OTAN, l'ordre « d'atterrir ou de sortir de la zone d'interdiction de vol ou d'être attaqué » est envoyé deux fois aux avions bosno-serbes mais est ignoré. Pendant que les avertissements sont envoyés, les avions bosno-serbes larguent des bombes sur leur cible. Dans ces circonstances, l'OTAN prévoit qu'une seule autorisation est nécessaire pour l'engagement et le Combined Air Operations Center (en) autorise alors les F-16 à attaquer.

## Combat aérien
Les Jastreb se dirigent vers le nord en direction de leur base. À 6 h 45, les avions de l'OTAN attaquent leurs opposants. Le capitaine Robert G. Wright tire un AIM-120 AMRAAM et abat le premier Jastreb qui volait à 5 000 pieds. Les autres Jastreb descendent à quelques centaines de pieds au-dessus d'un terrain montagneux pour tenter de s'échapper vers Udbina sans être détectés par les radars. Wright se met à portée de tir des Jastreb, tire deux AIM-9 Sidewinder et abat deux avions serbes.
Ayant utilisé tous ses missiles et atteignant ses réserves de carburant, Wright passe la main à son coéquipier le capitaine Scott F. « Zulu » O'Grady qui le couvrait.
O'Grady tire un AIM-9M qui n'accroche pas la cible et la manque. Les F-16 approchent de Bingo Fuel, le point au-delà duquel les avions n'ont plus assez de carburant pour faire demi-tour, ils demandent donc un ravitaillement en vol à un KC-135 Stratotanker volant au-dessus de l'Adriatique. Au même moment, deux autres F-16 du 526th Fighter Squadron, Knight 25 et Knight 26, envoyés par un AWACS, arrivent sur la zone. À 6 h 25 Knight 25 se place derrière les trois Jastreb restants et en abat un avec un missile Sidewinder.
Les avions serbes arrivant près de la frontière, les F-16 doivent abandonner la poursuite car l'OTAN n'a pas l'autorisation d'engagement en dehors de l'espace aérien bosniaque. Les avions serbes restants atterrissent sur la base aérienne d'Udbina dans la république serbe de Krajina en Croatie.
L'USAF attribue trois victoires au capitaine Robert Gordon « Wilbur » Wright, volant sur le  F-16C-40 #89-2137/RS et une victoire au capitaine Stephen L. « Yogi » Allen volant sur le F-16C-40 #89-2009/RS.
Les Serbes confirment la perte de cinq avions dans l'incident, le cinquième avion s'étant probablement écrasé lors de la fuite à basse altitude.

## Pilotes bosno-serbes
Les pilotes bosno-serbes impliqués dans l'accident sont :
- Capitaine 1re classe Ranko Vukmirović[10], mort au combat.
- Capitaine 1re classe Zvezdan Pešić[10], mort au combat.
- Capitaine 1re classe Goran Zarić[10], éjecté à basse altitude, mort au combat.
- Major Uroš Studen[10], éjecté près de Jajce, a survecu.
- Capitaine 1re classe Zlatko Mikerević[10], éjecté probablement près des villages de Bravsko et Crkveno, à 5 km de Ključ, a survécu.
- Capitaine 1re classe Zlatan Crnalić[10], posé sur l'aéroport d'Udbina avec son J-21 Jastreb 24275 endommagé.